# Two Nights with Club Killers
Two Nights with Club Killers är det svenska reggaebandet Club Killers' debutalbum, utgivet 3 oktober 2005 på Burning Heart Records.
Skivan spelades in live under två kvällar på Debaser i Stockholm. Samtliga låtar, utom "Introducing D'Whales", är covers.

## Låtlista
1. "Cantelope Rock" (feat. Daniel Boyacioglu) - 8:04 (Herbie Hancock)
2. "Boy I've Got a Date" (feat. Anna Maria Espinosa) - 3:39 (Alton Ellis)
3. "You Don't Know" (feat. Moneybrother) - 4:41 (Gladstone Anderson)
4. "Lonely Night" (feat. Desmond Foster och Papa Dee) - 4:27 (Brent Dowe, James McNaughton, Renford Cogle, Tony Brevett)
5. "Exodus" - 4:21 (Ernest Gold, Charles Boone)
6. "Sing Your Life" - (feat. Magnus Carlson) - 4:43 (Mark E. Nevin, Morrissey)
7. "Ali Pang" - 3:50 (Arthur Reid, Don Drummond)
8. "Every Day Is Like a Holiday" (feat. Desmond Foster och Papa Dee) - 6:44 (Arthur Reid)
9. "Take Five" (feat. Goran Kajfeš) - 5:25 (Paul Desmond)
10. "Tighten Up" (feat. Maria Andersson) - 4:13 (Derrick Harriott, Lee "Scratch" Perry)
11. "Sound and Music" (feat. Gaffaman) - 2:38 (Jackie Mittoo)
12. "Blam Blam Fever" (feat. Håkan Hellström) - 4:09 (Earl Grant, V. Grant)
13. "Perfidia" (feat. Anna Maria Espinosa) - 3:17 (Alberto Dominguez)
14. "Old Fashioned Way" (feat. Eye N' I), Moneybrother och Profilen) - 8:23 (Keith Hudson)
15. "Introducing D'Whales" (feat. Desmond Foster, Papa Dee och Whales Ofili) - 5:02 (Club Killers, Whales Ofili)

## Mottagande
Two Nights with Club Killers snittar på 3,3/5 på Kritiker.se, baserat på tre recensioner.

### Fotnoter
1. ↑  ”Two Nights with Club Killers”. Discogs.com. http://www.discogs.com/Club-Killers-Two-Nights-With-Club-Killers/release/1402380. Läst 1 maj 2012.
2. ↑  ”Two Nights with Club Killers”. Burning Heart Records. http://www.burningheart.com/bands/index.php?id=226. Läst 1 maj 2012.
3. ↑  ”Two Nights with Club Killers”. Kritiker.se. https://kritiker.se/skivor/club-killers/two-nights-with-club-killers/. Läst 1 maj 2012.